# Paviment hidràulic

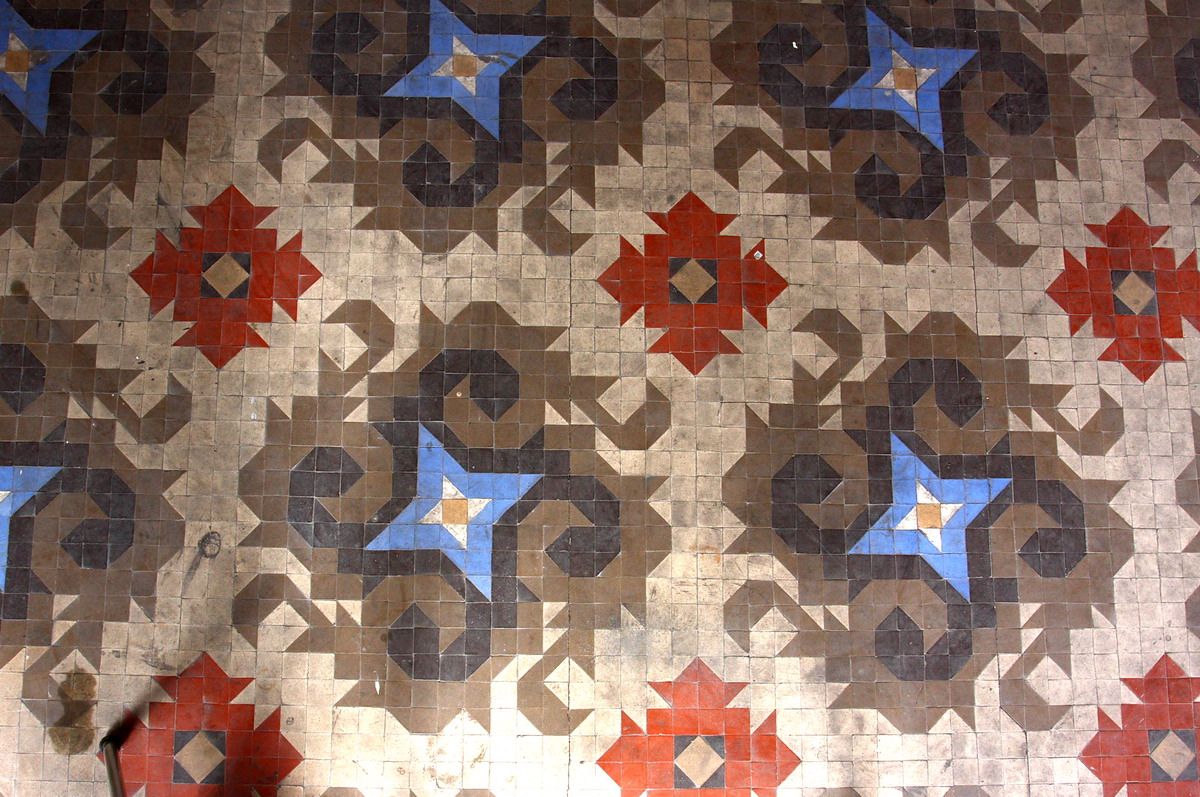
Paviment hidràulic de rajola petita per formar pseudo-teseles. Casa Burés (Barcelona).

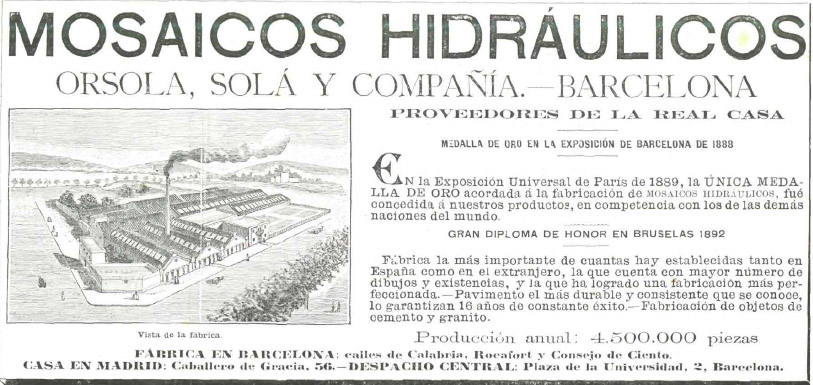
Anunci de la fàbrica Orsolà, Solà i Cia, aparegut el 1894 a La ilustración española y americana.

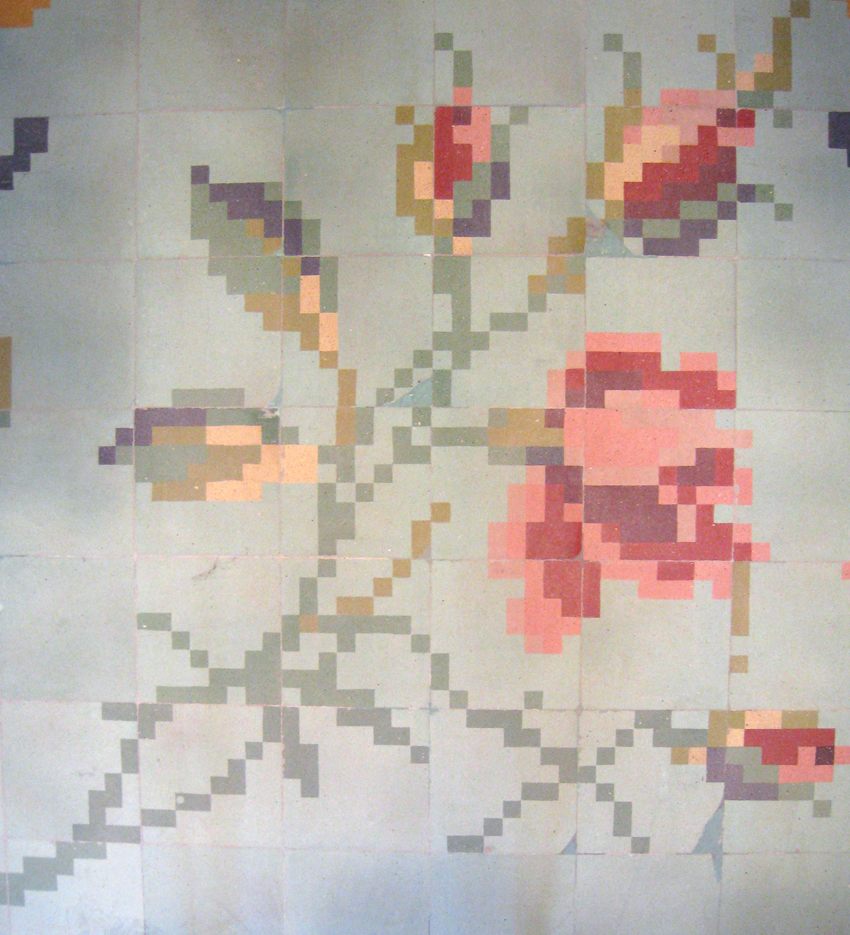
Paviment a Can Ginestar (Sant Just Desvern).

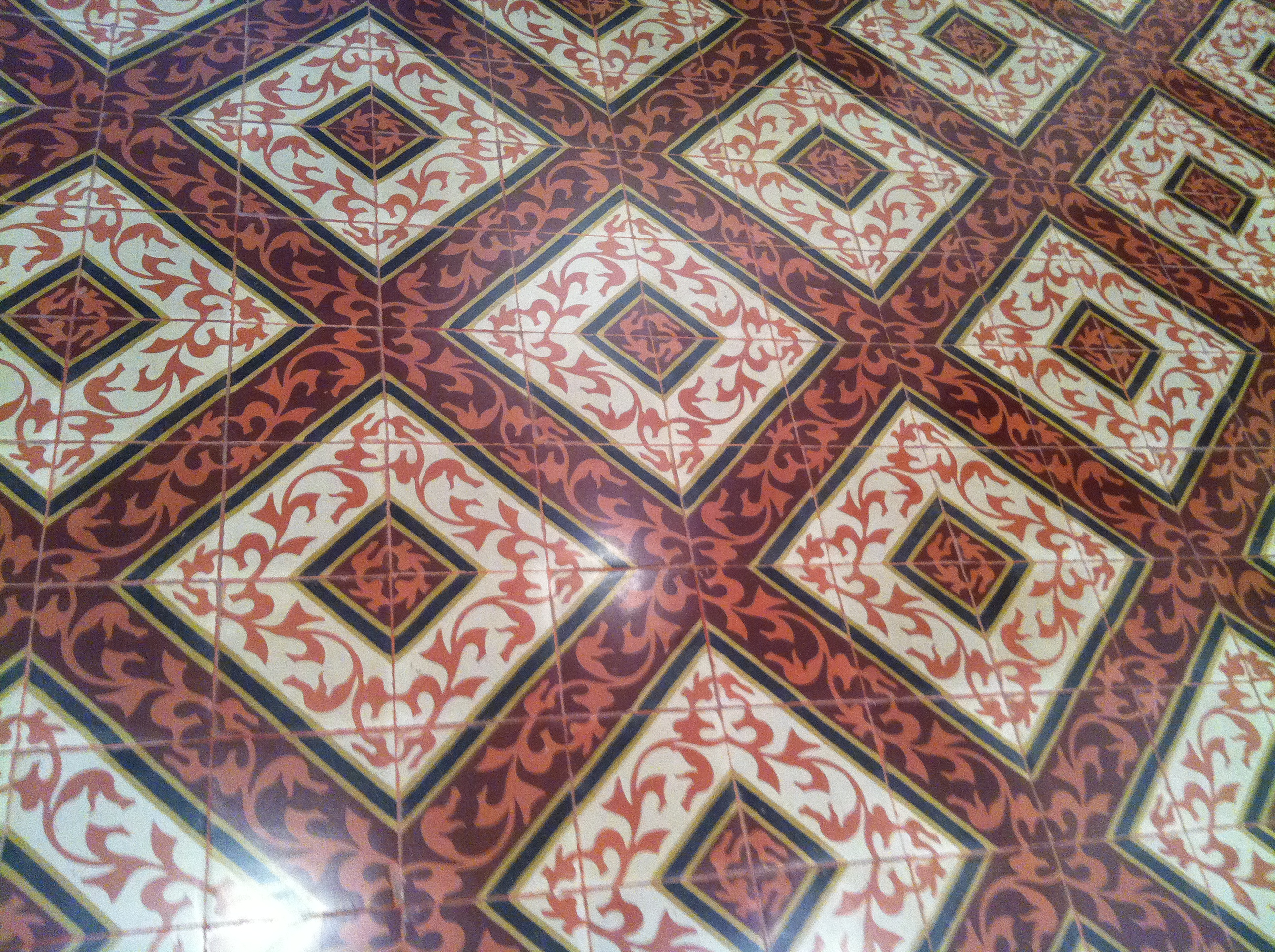
Paviment modernista a Ca l'Arenas (Mataró).

El paviment hidràulic és un revestiment artesanal per a terres i parets que va viure la seva època d'esplendor a finals del segle xix i fins a mitjans del xx. Dels anys seixanta en endavant, altres materials com el terratzo, la rajola o el gres van desplaçar progressivament l'hidràulic, i van obligar els fabricants a substituir-lo per peces menys elaborades però més rendibles.

## Història
Les primeres referències són del 1857, si bé la seva consolidació com a producte alternatiu a la pedra natural (marbre principalment) fou a l'Exposició Universal de París del 1867 en què l'empresa Garret, Rivet i Cia. ho presentava com un tipus de rajola que no requeria cocció sinó que es consolidava mitjançant premses.
A l'àrea de Barcelona va haver-hi fàbriques destacables com M. C. Butsems, Orsola, Solà i Cia, Munner i Boada, La Catalana, Mosaics Martí (que encara fabrica mosaic hidràulic) i Teòtim Fortuny, però la més important i amb major presència a les edificacions modernistes del moment va ser Escofet, Fortuny i Cia, més tard anomenada Escofet, Tejera i Cia, E. F. Escofet i Cia. Fill d'E. F. Escofet, fundada el 1886 i que va fabricar per a tot Espanya i Amèrica. Sitges també va ser una de les ciutats pioneres en la fabricació de rajoles hidràuliques, gràcies a la fàbrica cimentera de Vallcarca, propietat de Marià-Carles Butsems i Just (1845-1902) i Josep Fradera i Camps. L'empresa s'hi va instal·lar l'any 1903 per aprofitar la naturalesa geològica del massís del Garraf, que té forma calcària i, per tant, és idònia per a la fabricació de ciment. A Catalunya, les empreses que manufacturaven rajoles hidràuliques van comptar amb la col·laboració d'artistes i arquitectes reconeguts arreu del país. L'èxit d'aquestes catifes de ciment va traspassar els límits d'aquest estil, i els seus dissenys i es van adaptar al nou gust sorgit de l'art déco.
Les mides de les rajoles eren bàsicament de 10x10, 15x15, 20x20, 25x25 i 40x40 cm, però les més habituals van ser les de 20x20.

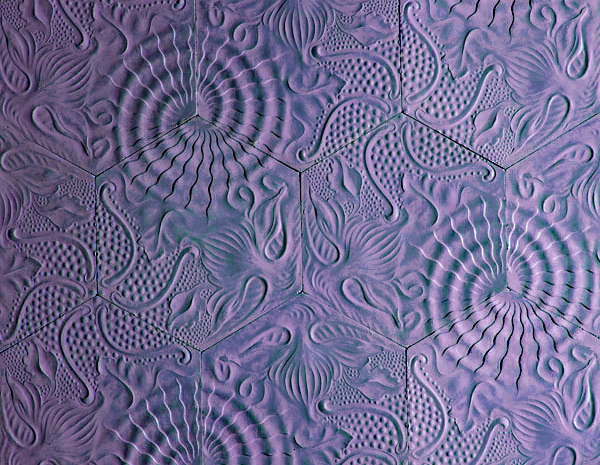
Paviment hidràulic de Gaudí al Passeig de Gràcia de Barcelona.

La coincidència d'aquesta tècnica amb el desenvolupament del modernisme va fer que els dissenys fossin més complexos i artístics i que els fabricants comptessin amb arquitectes reconeguts i dissenyadors de moda entre els seus col·laboradors, com Alexandre de Riquer, Domènech i Montaner, Josep Puig i Cadafalch, Josep Pascó, Antoni Saurí i Sirés, Antoni Maria Gallissà, Rafael Masó i Enric Sagnier. Antoni Gaudí va dissenyar un únic paviment, per a la Casa Batlló, que finalment no es va col·locar en aquesta casa però sí en la Casa Milà i que des de l'any 1997 pavimenta les voreres del Passeig de Gràcia de Barcelona. Els dibuixos representaven formes geomètriques, florals o vegetals. Va utilitzar una tècnica coneguda com a trencadís, que consisteix a tallar i enganxar petites rajoles hidráulicas de diferents formes i colors per crear patrons i dissenys complexos. Els dissenys més senzills tenien un dibuix que es repetia i concatenava peça a peça. Generalment els decoradors componien els dissenys simulant una catifa que ocupava tota l'habitació i que requeria rajoles que conformessin una sanefa perimetral. També era habitual que la composició de la imatge final s'obtingués amb la combinació de 2, 4 o 6 peces diferents, la qual cosa complicava de forma notable la producció i instal·lació.

## Procés de fabricació i col·locació

Tallador de mosaic hidràulic dels Germans Boada.

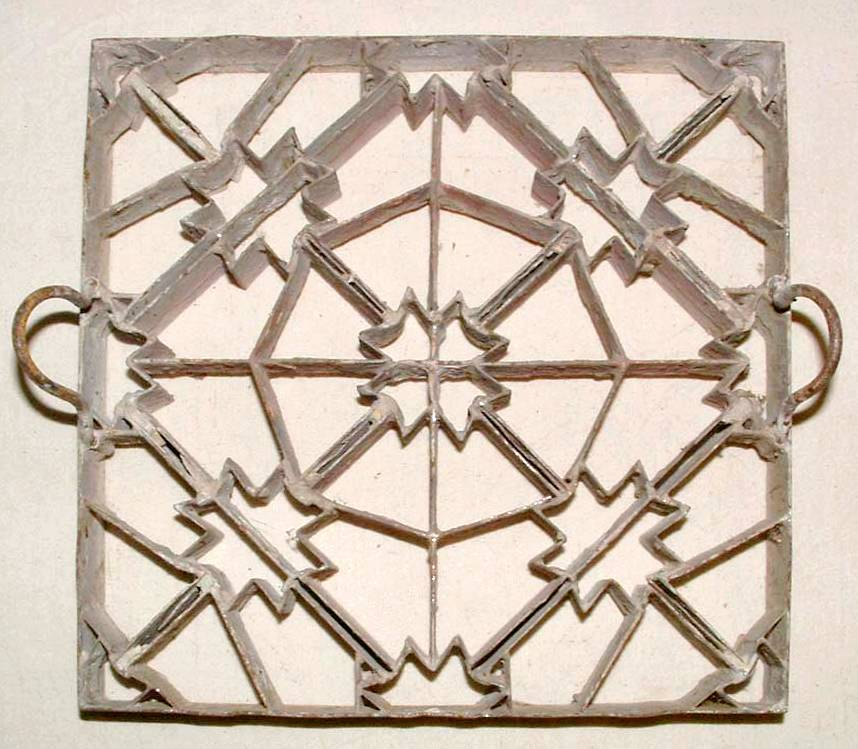
Motlle, França 1920.

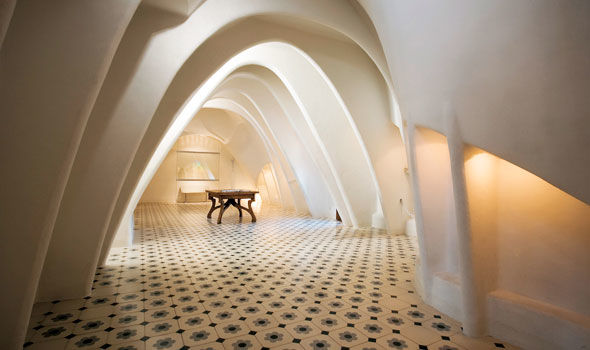
Mosaic hidràulic a la Casa Batllo

La rajola hidràulica es fabrica peça a peça. L'artesà tria els colors que farà servir i prepara una pasta amb aigua, barrejant pols de marbre blanc, ciment blanc, sorra i pigments.
Aquest preparat s'aboca en la trepa, que no és altra cosa que un motlle que integra uns separadors de bronze o llautó encaixats en un marc. Cada espai s'omple amb el seu color corresponent. Com més tonalitats tingui el dibuix, més temps serà necessari, per la qual cosa el cost de la rajola augmentarà. Aquesta capa, la decorada, que serà visible quan estigui col·locada, té uns 4-5 mm. de gruix.
Quan la trepa s'ha omplert amb els diferents pastes de colors, s'afegeix una segona capa anomenada brasatge, d'un gruix similar, formada per una barreja de ciment gris i sorra, que té la funció d'absorbir l'excés d'aigua de la primera. Finalment s'acaba d'omplir fins als 20 o 25 mm. que acostuma a ser el gruix de la rajola, amb el gros o capa de suport, constituïda per ciment gris, ciment comú i sorra, amb una textura més porosa per facilitar l'adherència en la seva col·locació. El motlle emplenat es col·loca sota una premsa hidràulica que la comprimeix. Després, es treu del motlle, es deixa assecar i se submergeix en aigua durant 24 hores. Per tal que el ciment quedi perfectament endurit, les rajoles es ruixen amb aigua i es guarden en una cambra humida durant 28 dies, que és el temps que tarda el ciment a endurir-se pel procés químic endegat gràcies a l'aigua. D'aquí rep el nom d'hidràulic i no del fet d'emprar premses hidràuliques (en un principi les premses eren manuals).